# Artigisa apicalis
Artigisa apicalis là một loài bướm đêm trong họ Erebidae.